# Longue taille
L'exploitation de charbon en longues tailles (longwall ) est une méthode d'exploitation complète de panneaux de charbons en épaisseur de 1 à 2 mètres avec remblayage ou foudroyage de la partie exploitée. Ce type d'exploitation s'est progressivement développée dans les gisements de charbon d'Europe avec l'évolution technologique de l'abattage du charbon, mais aussi du soutènement.

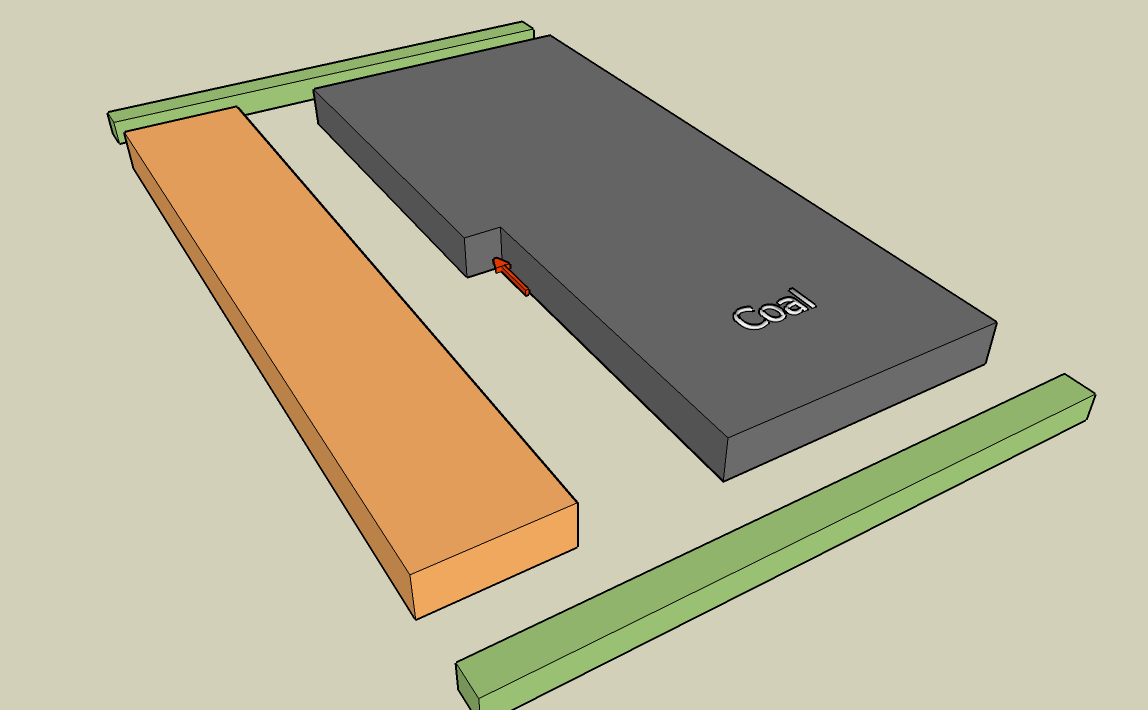
Schéma d'une exploitation en longue taille